# Scott Brosius
Pour les articles homonymes, voir Brosius.
Scott David Brosius (né le 15 août 1966 à Hillsboro, Oregon, États-Unis) est un joueur de troisième but des Ligue majeure de baseball qui joue de 1991 à 1997 pour les Athletics d'Oakland et de 1998 à 2001 pour les Yankees de New York.
Invité une fois au match des étoiles et gagnant d'un Gant doré, Scott Brosius est trois fois champion de la Série mondiale avec les Yankees et est élu joueur par excellence de la Série mondiale 1998.

## Carrière

### Athletics d'Oakland
Joueur au Lindfield College de McMinnville en Oregon, Scott Brosius est repêché au 20e tour de sélection par les Athletics d'Oakland en 1987. Il fait ses débuts dans le baseball majeur avec cette équipe le 7 août 1991 et évolue 7 saisons avec Oakland. D'abord réserviste au troisième but, il obtient peu à peu davantage de temps de jeu. En 1996, il connaît sa meilleure saison avec les A's alors qu'en 114 matchs joués isa moyenne au bâton de ,304 est la seconde plus élevée de l'équipe après celle de Mark McGwire (,312). Il frappe un sommet en carrière de 22 circuits et amasse 71 points produits. Il y fait suite en 1997 avec la plus difficile saison de sa carrière,, dans laquelle il ne frappe que pour ,203 en 129 parties jouées.

### Yankees de New York
En novembre 1997, Oakland échange Scott Brosius aux Yankees de New York contre le lanceur gaucher Kenny Rogers, un partant qui avait déçu l'année précédente au point d'être relégué à l'enclos de relève, et une somme de 5 millions de dollars. Brosius connaît en 1998 sa meilleure saison et affiche des records personnels de 159 coups sûrs, 34 doubles et 98 points produits. Sa moyenne au bâton s'élève à ,300 en 152 matchs joués et il décroche à la mi-saison sa première, et seule, invitation au match des étoiles. Mais il garde le meilleur pour les séries éliminatoires qui suivent. En 4 matchs de Série de divisions contre les Rangers du Texas, il récolte 4 coups sûrs en 10 avec un circuit et 3 points produits. Il enchaîne avec une performance de 6 coups sûrs, dont un circuit, 6 points produits et une moyenne au bâton de ,300 en 6 matchs de Série de championnat de la Ligue américaine contre les Indians de Cleveland. Enfin, Scott Brosius est élu joueur par excellence de la Série mondiale 1998 après une performance de 8 coups sûrs en 17 pour une moyenne au bâton de ,471 contre les Padres de San Diego, contre qui il réussit deux circuits et produit 6 points en 4 parties. Il fait particulièrement mal aux Padres le 20 octobre lors du 3e match de la série et premier joué à San Diego, devant 64 667 spectateurs au Qualcomm Stadium : Brosius produit et marque le premier point des New-Yorkais grâce à un circuit en 7e manche alors que les visiteurs tirent de l'arrière 0-3, puis son circuit de trois points contre le stoppeur étoile Trevor Hoffman en 8e manche transforme ce qui s'annonçait une défaite de 3-2 des Yankees en victoire, la 3e en autant de match dans cette série finale.
Brosius est aussi champion de la Série mondiale 1999 et de la Série mondiale 2000, finales dans lesquelles il affiche, respectivement, des moyennes au bâton de ,375 contre les Braves d'Atlanta et ,308 face aux Mets de New York. Ses performances sont plus modestes en Série mondiale 2001, où les Yankees s'inclinent devant Arizona. Brosius met fin à sa carrière après trois semaines après cette défaite en finale, citant à l'âge de 35 ans un désir d'être plus près de ses 3 enfants.

### Palmarès
Scott Brosius a joué 1 146 match de saison régulière dans les Ligues majeures. Il compte 1 001 coups sûrs, dont 200 doubles, 8 triples et 141 circuits. Il totalise 531 points produits, 544 points marqués et 57 buts volés, et sa moyenne au bâton en carrière s'élève à ,257. Il a été récompensé du Gant doré du meilleur joueur défensif à la position de troisième but en 1999.

#### Séries éliminatoires
En 58 matchs éliminatoires, tous avec les Yankees, il a récolté 48 coups sûrs (8 doubles, un triple et 8 circuits), produit 30 points, en a marqué 19 et affiché une moyenne au bâton de ,245. En quatre Séries mondiales et 20 matchs au total, il a réussi 22 coups sûrs (15 simples, 3 doubles et 4 circuits) pour une moyenne au bâton de ,314 avec 13 points produits et 8 points marqués.

## Baseball collégial
En 2002, Brosius retourne au Lindfield College, son alma mater, pour compléter son baccalauréat en commerce et devenir entraîneur de baseball. Assistant de l'entraîneur-chef Scott Carnahan, il lui succède en 2007.
Il est en 2011 et 2012 le manager de l'équipe nationale américaine des 18 ans et moins, qu'il mène en 2011 à une médaille d'or aux Championnats panaméricains des U18-AAA.